# Ramsey (cognome)
Ramsey è un cognome di lingua inglese.

## Etimologia
Ramsey è un cognome di origine toponomastica, dalla località di Ramsey, nell'Huntingdonshire, il cui nome deriva da ram, ariete, e dal sassone ay, ey o ea, isola.
La variante Ramsay si diffuse in Scozia a partire dal XII secolo, quando Simund de Ramsay o de Ramesie, originario della località inglese di Ramsey, ricevette delle terre nel Midlothian dal re Davide I di Scozia.

## Persone
- Aaron Ramsey - calciatore gallese
- Alexander Ramsey - politico statunitense
- Alf Ramsey - manager di calcio inglese
- Anne Ramsey - attrice statunitense
- Arthur Michael Ramsey - 100º vescovo di Canterbury
- Frank Plumpton Ramsey - matematico britannico
- Frank Ramsey - cestista e allenatore di pallacanestro statunitense
- Jacob Ramsey - calciatore inglese
- JonBenét Ramsey - modella bambina statunitense uccisa nel 1996
- Laura Ramsey - attrice statunitense
- Norman Ramsey - fisico statunitense
- Ray Ramsey - giocatore di football americano e cestista statunitense
- Wes Ramsey - attore statunitense